# ناصر کلانتری
ناصر کلانتری (زادهٔ ۱۰ شهریور ۱۳۶۱) ورزشکار حرفه‌ای هنرهای رزمی ترکیبی ایرانی است که در دستهٔ ولتروزن در سازمان SBC رقابت می‌کند. او در رویداد SBC47 در co-main event در شهر سومبور صربستان بر دزواد موفتیچ اهل بوسنی هرزگوین پیروز شد. کلانتری که از سال ۱۳۹۴ یک ورزشکار حرفه‌ای است، از میان هفت بازی حرفه ای خود در پنج مسابقه پیروز شده‌است. او یک مدال نقره در مسابقات آسیایی پانکریشن در سال ۲۰۱۶، یک مدال طلا و یک مدال برنز در مسابقات قهرمانی جهانی هوکوتوریو جوجیتسو سال ۲۰۱۷، یک مدال نقره قهرمانی پانکریشن جهان در سال ۲۰۱۷، یک مدال نقره و یک مدال برنز در مسابقات قهرمانی آسیا کامبت جوجیتسو در سال ۲۰۱۹، یک مدال نقره و یک مدال برنز در قهرمانی اروپا در کامبت جوجیتسو در سال ۲۰۲۲ و دو مدال نقره در مسابقات قهرمانی آسیایی کمبت جوجیتسو ۲۰۲۲ در ازبکستان و دو مدال طلا در مسابقات قهرمانی آسیایی کامبت جوجیتسو ۲۰۲۴ کسب کرده‌است.

## زندگی‌نامه و حرفه
ناصر کلانتری متولد ۱۰ شهریور ۱۳۶۱ در بهشهر و اصالتاً اهل ساری است. زمانی که کلانتری ۱۷ سال سن داشت، در تاریخ ۲۷ تیر ۱۳۷۸، پدر وی، محمد کلانتری، در زمان راه اندازی خط سیر مسافری ایران به ترکمنستان در شهر عشق آباد دچار تصادف شد و فوت شد. به دنبال فوت پدر، ناصر کلانتری دچار افسردگی شدید روحی شد و کمتر از یک سال بعد بود که تصمیم گرفت زندگی اش را تغییر دهد و از زمانی که به افسردگی اش غلبه کرده بود توانسته شخصیت غیر واقعی که از خودش ساخته بود را غلبه کند و سرانجام برای شاد کردن روح پدر خود تصمیم به ادامه دادن آرزوهای نرسیده پدرش در صنعت حمل و نقل مسافر و توریست شود و همزمان  ورزش کردن را شروع کرد. کلانتری بعد از فوت پدر، ابتدا کشتی آزاد را در حضور عقیل حیدری در شهر زیرآب در سوادکوه آموخت و همچنین یادگیری نبرد تن به تن در رشته پانکریشن نزد اکبر باباجانی در شهر بابل کرد. وی سپس شروع به فعالیت در رشتهٔ هنرهای رزمی ترکیبی کرد. او دارای کمربند سیاه جودو است و برخی دوره‌های آموزش حرفه‌ای جوجیتسو برزیلی  

آکادمی تاپ کینگ بارسلونا زیر نظر اسکار ماگرو گذرانیده. کلانتری پس از پیوستن به سازمان SBC صربستان و MFC مونته‌نگرو و NFC بوسنی تمرینات خود را زیر نظر یوان لوکیچ در آکادمی MMA بالیچ بلگراد صربستان آغاز کردو در این رشته مهارت پیدا کرد. مبارزات کلانتری بسیار تهاجمی و متکی بر کشتی آزاد و تلفیقی از مهارت‌هایش در فنون پانکریشن و جوجیتسو برزیلی است و زندگی ورزشی وی الهام گرفته از جو فریزیر، قهرمان بوکس جهان و لانس آرمسترانگ، قهرمان تورد فرانس دوچرخه سواری است. کلانتری اولین بازی حرفه ای خود را در تابستان ۱۳۹۴ انجام داد و از طریق ناک اوت فنی برنده شد.
مهر ماه ۱۳۹۴، کلانتری به عنوان عضوی از تیم ملی کشتی ایران در شاخهٔ گراپلینگ مردان در بخش No GI به رقابت‌های جهانی ترکیه اعزام شد. وی در نخستین دیدار خود در آلانیا در ترکیه در وزن ۸۴ کیلوگرم به مصاف نمایندهٔ کشور ایتالیا رفت و در دقیقهٔ دوم راند اول، در فنون سابیمشبن نیبار حریف گرفتار شد که تسلیم نشد و مقاومت کرد و فشار مضاعف حریف بر روی زانوی کلانتری موجب شد دچار پارگی مینیسک ACL و MCL و آسیب دیدگی در کشکک زانو پای چپ شود. با این حال، کلانتری بازی را ادامه داد و ۳ بر ۲ پیروز شد. او در دورهٔ دوم به مصاف نمایندهٔ فرانسه که طلای اورپا و جهان را در کارنامه داشت رفت. با این که کادر فنی تیم ملی به دلیل شدت آسیب‌دیدگی از او خواستند استراحت کند، ولی به روی تشک میدان مسابقه رفت و در ثانیه‌های آخر با امتیاز یک بر صفر بازی را واگذار کرد و در پی مصدومیت شدید، قادر به راه رفتن نبود و با صندلی چرخدار سالن مسابقه را ترک کرد. وی همچنین موفق به کسب مقام سوم قهرمانی کشور در مسابقات گراپلینگ بزرگسالان شد. مرداد ۱۳۹۶، او به عنوان عضوی از تیم رزمی‌کار مازندران برای شرکت در مسابقات جهانی هوکو توریو جوجیتسو ۲۰۱۷ به کرواسی اعزام شد. وی نهایتاَ یک مدال طلا و یک مدال برنز در مسابقات قهرمانی جهان به دست آورد. او در دورهٔ نخست بعد از پیروزی ۷ بر صفر مقابل نمایندهٔ کشور اوکراین، در دورهٔ دوم با نتیجهٔ ناک‌دان نمایندهٔ کوبا را شکست داد و راهی نیمه‌نهایی شد، اما در این مرحله در تایم طلایی با اختلاف یک امتیاز مغلوب ارلان تلومبتوف از قزاقستان شد و کلانتری شانس حضور در فینال را از دست داد. وی در دیدار رده‌بندی، حریف نمایندهٔ کشور پاناما را در هم شکاند و به مدال برنز دست یافت. در همان سال، کلانتری نماینده وزن ۷۷ کیلوگرم پانکریشن در ورزشگاه المپیک سوچی روسیه بود. در دوره نخست با میخائیل اودینتسف اهل بلاروس مبارزه کرد و در نهایت موفق شد او را با نتیجه یک بر صفر شکست دهد و در دورهٔ دوم به مصاف لندا باندان از اوکراین رفت و با نتیجهٔ ۱۰ بر ۹ پیروز شد؛ او تنها فینالیست تیم ایران در آن روز در مسابقات جهانی روسیه بود. کلانتری در دیدار فینال این وزن به مصاف یوری ورنیتسن رفت و در پایان با نتیجه ۹ بر ۵ شکست خورد و مدال نقره جهان را به دست آورد.
دو سال بعد، او مدال نقره مسابقات جهانی هوکوتوریو جوجیتسو ۲۰۱۹ در قرقیزستان را به دست آورد؛ کلانتری در مسابقات آسیایی نمایندهٔ وزن ۸۴ کیلوگرم بود که در دور نخست به مصاف حریف خود از قزاقستان که قهرمان جهان در سال ۲۰۱۸ در کشور چک بود رفت و در مقابل او پیروز شد. در دور دوم به مصاف نمایندهٔ تاجیکستان رفت و با نتیجهٔ ناک‌اوت پیروز شد و نهایتاً در دیدار فینال این وزن به مصاف حریف میزبان رفت و شکست خورد و به مدال نقره اکتفا کرد. در همان سال، او به عنوان یکی از دو مبارز برتر مسابقات قهرمانی مبارزه صربستان (SBC) معرفی شد که با ولادیسلاو کانچف رزمی‌کار بلغاری در رویداد اصلی رقابت می‌کرد. کلانتری رفتن به صربستان و رقابت در زرنجانین را «گامی بزرگ» برای حرفهٔ خود توصیف کرده و می‌گوید: «حضار مطمئناً از آن لذت خواهند برد. من تمام تلاشم را می‌کنم تا برنده شوم.» با این حال، او در ثانیه‌های آخر راند اول این مبارزه از کانچف شکست خورد و کانچف موفق شد کلانتری را با هوک راست سنگین ناک دان کند و با پیروزی از رینگ مسابقه خارج شود؛ به این ترتیب اولین باخت کلانتری پس از ورود به سازمان SBC رقم خورد. پس از این مسابقه طولی نکشید که کلانتری از سازمان SBC درخواست کرد مجدداً مسابقه‌ای با کانچف برقرار کنند، ولی سازمان اولگا منژوا در دسته سبک‌وزن در مقابل کلانتری قرار داد؛ کلانتری به علت کاهش وزن بیش از اندازه در زمان کوتاه در راند اول درگرفتن سابمیشن هیل هوک ناکام ماند و بازی را واگذار کرد و شکست دوم را در سازمان SBC تجربه کرد.در سال ۱۴۰۱، او دو مدال نقره در مسابقات کامبت جوجیتسو آسیا ۲۰۲۲ در ازبکستان به دست آورد. کلانتری که در مسابقات آسیایی ۲۰۲۲ در وزن ۷۷ کیلوگرم شرکت کرده بود، در دورهٔ نخست نمایندهٔ کشور قزاقستان را شکست داد و در دورهٔ دوم در مقابل نمایندهٔ تیم دوم قزاقستان قرار گرفت و او را مغلوب کرد و راهی فینال مسابقات شد. به این ترتیب، کلانتری نخستین فینالیست تیم ایران در مسابقات آسیایی شد و در دیدار فینال این وزن به مصاف شهبوز نورموتوف، نایب قهرمان سامبو جهان رفت و در پایان با نتیجه یک بر صفر شکست خورد و مدال نقرهٔ آسیا را بر گردن آویخت. در روز دوم این مسابقات در بخارا، در اولین مسابقه خود توانست نمایندهٔ کشور قزاقستان را با ضربه فنی شکست دهد و به مرحله بعدی صعود کند و در مرحلهٔ بعدی با نمایندهٔ کشور ازبکستان به مبارزه پرداخت که در پایان با نتیجه سه بر صفر پیروز شد و به جمع چهار رزمی‌کار برتر این دوره در مسابقات پیوست. کلانتری در نیمه نهایی این مسابقات با حریف ازبکی مسابقه داد و پیروز این دیدار شد و به فینال رسید. سرانجام، در فینال این وزن به مصاف حریفی از قزاقستان رفت و که نتیجهٔ آن شکست یک بر صفر و مدال نقرهٔ دیگری بود. با وجود موفقیت کلانتری و سایر اعضای تیم ملی ایران در مسابقات قهرمانی آسیا، این تیم نتوانست به مسابقات جهانی اسپانیا راه پیدا کند، زیرا سفارت این کشور آنها را نپذیرفت.

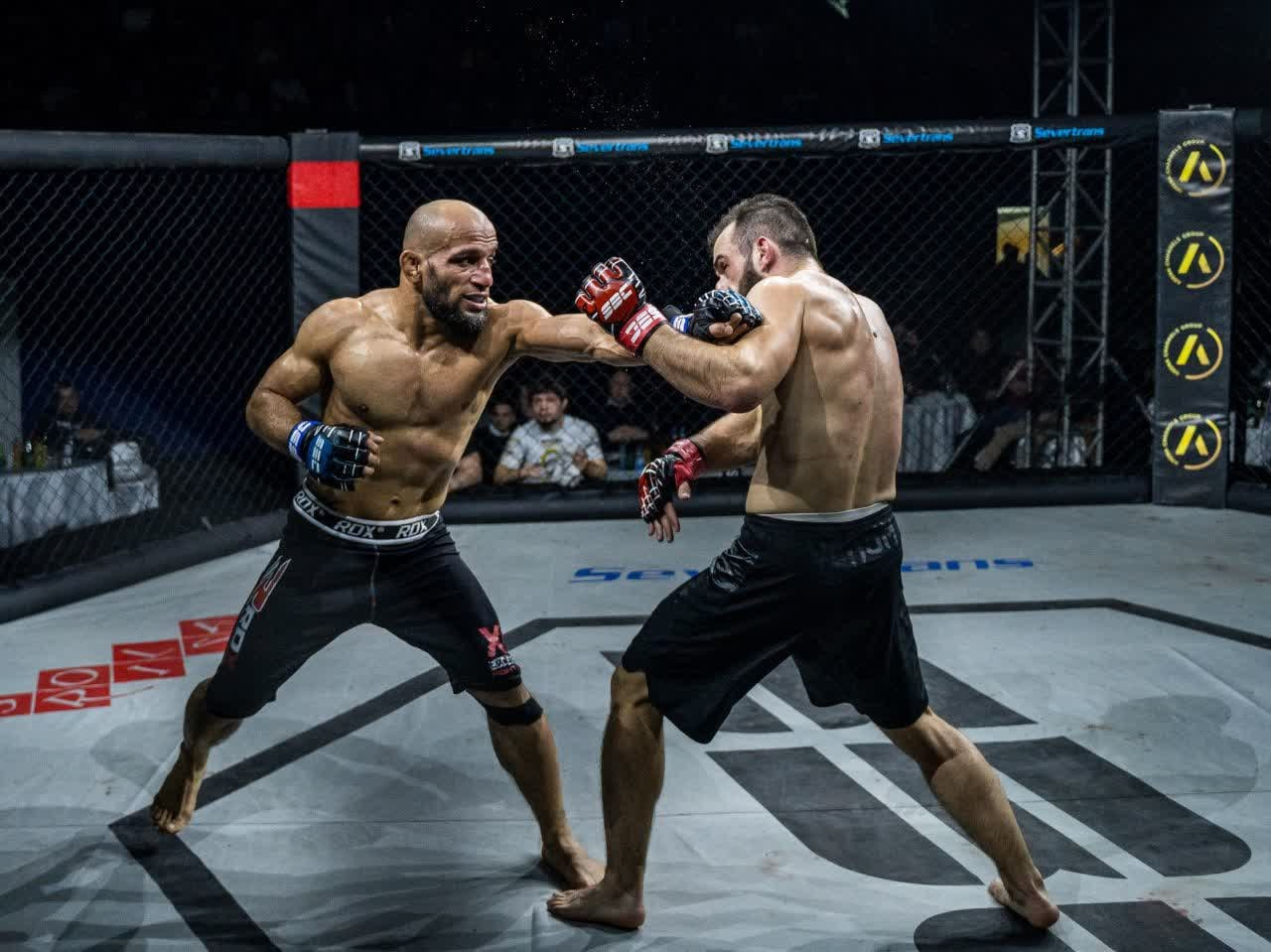
کلانتری و موفتیچ در حال مبارزه در مسابقهٔ SBC 47 در سال ۲۰۲۳

پس از پیروزهای متوالی موفتیچ در دستهٔ سبک‌وزن در صربستان، سازمان SBC خواستار مسابقه‌ای بین موفتیچ و کلانتری شد. اگرچه کلانتری به مدت سه سال از مبارزات MMA به دور بود و مشغول فراگیری بوکس و موی‌تای بود، هفدهم فوریهٔ ۲۰۲۳ در رویداد SBC 47 در شهر سومبار صربستان به مصاف موفتیچ رفت و پس از ۱۵ دقیقه برندهٔ این مبارزه شد. کلانتری پس از اتمام مبارزه از ناحیهٔ بازو و پا و بینی به شدت آسیب دید. بعد از پیروزی کلانتری در سازمان SBCصربستان پیشنهادهایی از سازمانهای FNC کرواسی و ARMMADA صربستان دریافت کرد و به علت شرایط  سخت دریافت ویزای  شینگن ترجیح داد به ARMMADA صربستان برود. ناصر کلانتری پیشنهاد مبارزه در تاریخ ۲۱٫۱۰٫۲۰۲۳ با اوروش وسیچ صربستانی را قبول کرد و بعد از سپری کردن تمرینات سخت و طاقت فرسا و کاهش وزن زیاد دقیقاً همان روز پرواز رفتن به بلگراد صربستان متاسفانه سفارت صربستان ویزا را به علت شرایط خاورمیانه باطل کرد.بعد از صادر نشدن ویزای صربستان و کنسل شدن مسابقه MMAدر سازمان ARMMADA  با اوروش وسیچ صربی مستقیماً به آنکارا رفت تا برای تحویل مدارک ویزای مسابقات جهانی کامبت جوجیتسو در  لاتویا اقدام کند، چون سفارت لاتویا در ایران وجود نداشت. از دو ماه قبل در واقع برای گرفتن ویزا اقدام کرده بود و در زمانی که به او اعلام کردن در آنکارا حاضر شد ولی متاسفانه بعد از تحویل دادن مدارک مدیر کارگزاری BLC آنکارا به او گفت ما به ایرانی ویزا نمی دهیم و مسابقات جهانی را از دست داد و هفته بعد مجدد سازمان اروپایی ARMMADA پیشنهاد مبارزه با اوروش وسیچ را داد و کلانتری مثل همیشه هم قبول کرد و مجدد شروع به تمرینات و کاهش وزن کرد ولی متاسفانه سفارت صربستان با یک برنامه ریزی دقیق ویزای او را بعد از مسابقه صادر کرد و مجدد بازی  اورا برای بار دوم کنسل کرد.
بعد از ناکامی در رسیدن گرفتن ویزا و شرکت در مسابقات دوباره اقدام به گرفتن ویزا اسپانیا برای شرکت در مسابقات قهرمانی اروپا در بارسلونا در تاریخ ۲۳ الی ۲۷ اردیبهشت ۱۴۰۳ اقدام کرد جایی که ناصر مجدد نتوانست ویزای سفر به کشور اسپانیا را دریافت کند و از حضور در معتبرترین رقابت جهانی کامبت جوجیتسو باز ماند. این اتفاق در شرایطی رخ داد که کلانتری در سال قبل موفق شده بود ویزای شینگن دریافت کند و دو مدال نقره و برنز قهرمانی اروپا در مالاگا اسپانیا را دریافت کند، اما اسپانیا ویزای این ورزشکار حرفه ای را برای دوم صادر نکرد و کلانتری حضور در این رویداد معتبر را از دست داد.
او در ۲۳ خرداد ماه ۱۴۰۳ در قهرمانی مسابقات کامبت جوجیتسو در بخارا ازبکستان شرکت کرد و موفق به کسب دو مدال طلا شد ولی روز سوم در استایل فول کنتاکت مسابقه با حریف قزاقی مبارزه کرد ولی چشم سمت راست او آسیب بسیار دید و مسابقه را واگذار کرد.

## زندگی شخصی
کلانتری فارغ‌التحصیل رشتهٔ مهندسی معدن از دانشگاه سوادکوه است. او مسلمان و شیعه‌مذهب است و به زبان‌های روسی و انگلیسی آشنایی دارد. او در سال ۱۳۸۵ با بهناز یزدانی چراتی، از قومیت چرات سوادکوه ازدواج کرد و حاصل ازدواج آن‌ها یک فرزند پسر به نام محمد، متولد ۱۳۹۰ و یک فرزند دختر به نام شایلی، زادهٔ ۱۴۰۰ است.
کلانتری بعد از فوت پدرش، ریاست هیئت مدیرهٔ شرکت پدرش، شرکت حمل و نقل بین‌المللی مسافربری پرتو سیر ایرانیان را در دست گرفت. این شرکت در زمینهٔ حمل و نقل بین‌المللی مسافر در کشورهای افغانستان، پاکستان، ازبکستان و عراق می‌باشد و ناوگان‌های آن روزانه در مرزهای اسلام قلعه افغانستان، تفتان پاکستان، گوادر پاکستان، سرخس ازبکستان و مرزهای عراق، مسافران را جابه‌جا می‌کنند. کلانتری درصدی از درآمدهای این شرکت و درآمد حاصله از مسابقات ورزشی خود را برای تأمین هزینهٔ مدرسهٔ کودکان نیازمند، حمایت کودکان بی‌سرپرست، کمک به موسسات خیریه، کمک به ورزشکارهای بی بضاعت شش تا ده ساله و آموزش رایگان ورزش به کودکان علاقه‌مند به رشتهٔ ورزشی ترکیبی صرف می‌کند.

## رکورد هنرهای رزمی ترکیبی
| بررسی رکورد مسابقات حرفه‌ای               |                                                 |                                                  |
| خطای عبارت: عملگر < دور از انتظار مسابقه | خطای عبارت: نویسه نقطه‌گذاری شناخته نشده «۴» برد | خطای عبارت: نویسه نقطه‌گذاری شناخته نشده «۲» باخت |
| ناک‌اوت                                   | ۴                                               | ۲                                                |
| تصمیم داور                               | ۱                                               | 0                                                |

| نتیجه. | رکورد | حریف              | روش               | رویداد  | تاریخ           | راند | زمان  | مکان              | یادداشت            |
| ------ | ----- | ----------------- | ----------------- | ------- | --------------- | ---- | ----- | ----------------- | ------------------ |
| برد    | 5–2   | دزواد موفتیج      | تصمیم داور        | SBC 47  | ۱۷ فوریه ۲۰۲۳   | 1    | 15:00 | سومبور، صربستان   |                    |
| باخت   | 4–2   | اولگ مانژوف       | ناک اوت فنی (مشت) | SBC 26  | ۱۶ فوریه ۲۰۲۰   | 1    | 3:13  | سومبور، صربستان   | سبک‌وزن (۱۵۴ پوند)  |
| باخت   | 4–1   | ولادیسلاو کانچف   | ناک اوت (مشت)     | SBC 24  | ۱۹ اکتبر ۲۰۱۹   | 1    | 4:48  | زرنجانین، صربستان | ولتروزن (۱۷۰ پوند) |
| برد    | 4–0   | شاهین نجفی        | ناک اوت فنی       | Kurd FC | ۱۱ سپتامبر ۲۰۱۵ | 3    | 1:33  | سلیمانیه، عراق    |                    |
| برد    | 3–0   | مهدی موسوی        | ناک اوت فنی (مشت) | IUFC 13 | ۲۸ اوت ۲۰۱۵     | 1    | 0:45  | کرج، ایران        |                    |
| برد    | 2–0   | مصطفی حسنی ادریسی | ناک اوت فنی (مشت) | IUFC 12 | ۱۱ اوت ۲۰۱۵     | 1    | 1:09  | کرج، ایران        |                    |
| برد    | 1–0   | حسین هلالی        | ناک اوت فنی (مشت) | IUFC 12 | ۱۱ اوت ۲۰۱۵     | 1    | 2:10  | کرج، ایران        |                    |